# Jet Propulsion Laboratory
Jet Propulsion Laboratory (JPL) este un centru federal de cercetare și de dezvoltare al NASA situat în zona San Gabriel Valley a comitatului Los Angeles, California, Statele Unite. Deși centrul are adresa poștală la Pasadena, de fapt sediul se află în orașul La Cañada Flintridge, la nord-vest față de frontiera cu Pasadena. 
Jet Propulsion Laboratory este condus de institutul din apropiere, California Institute of Technology (Caltech), pentru NASA. Principala funcție a laboratorului este construirea și exploatarea navelor spațiale planetare robotice, deși desfășoară, de asemenea, misiuni pe orbita Pământului și misiuni de cercetări astronomice. JPL este, de asemenea, responsabil pentru operarea rețelei NASA Deep Space.